# Litocampa mendesi
Litocampa mendesi é o nome científico do dipluro das grutas do Algarve. 
Este animal é o primeiro dipluro verdadeiramente cavernícola de Portugal.

## Adaptações à vida nas grutas
Este insecto apresenta adaptações à vida no meio subterrâneo, sendo classificado como troglóbio (verdadeiro habitante das cavernas), não sobrevivendo no exterior.
A espécie Litocampa mendesi pertence à família Campodeidae e pertence a um género com representantes europeus e norte-americanos. 

## Ecossistema
Este animal habita as grutas do Algarve, do Oeste do barrocal (só é conhecido na gruta de Ibne Ammar, em Lagoa), partilhando o seu habitat com outras espécies cavernícolas como o pseudoescorpião gigante Titanobochica magna ou o tisanuro Squamatinia algharbica.

## Descoberta e descrição
A Litocampa mendesi Sendra & Reboleira, 2010, foi descoberta no início de 2009 pela bióloga portuguesa Ana Sofia Reboleira no âmbito do seu doutoramento em fauna cavernícola de Portugal e foi descrito em 2010 pelo entomólogo Alberto Sendra e Sofia Reboleira na revista científica da especialidade Zootaxa.
O seu epíteto específico, mendesi, é uma homenagem ao entomólogo português Luis F. Mendes (Insituto de Investigação Científica e Tropical), um reconhecido especialista mundial em insectos tisanuros. 
O material típico desta espécie encontra-se nas colecções de Sofia Reboleira, Museu Valenciano de História Natural, Universidade de La Laguna e Museu de História Natural de Munique.